# Károly Bajkó
Károly Bajkó (* 1. August 1944 in Békés; † 9. Juni 1997 in Budapest) war ein ungarischer Ringer. Er gewann bei den Olympischen Spielen 1968 und 1972 jeweils eine Bronzemedaille.

## Werdegang
Károly Bajkó begann im Jahre 1958 beim Csepel SC mit dem Ringen. Diesem Verein gehörte er bis 1966 an. 1967 wechselte er zu Vasas Budapest. Er zeigte schon bald so gute Leistungen, dass er schon mit 19 Jahren 1963 in die ungarische Nationalmannschaft der Ringer aufgenommen wurde. Der damalige Cheftrainer der ungarischen Ringer Matura hielt ihn für ein großes Talent und förderte ihn sehr.
Bereits 1964 wurde er zu den Olympischen Spielen in Tokio entsandt. Er rang im freien Stil im Weltergewicht und kam mit einem Sieg und zwei Niederlagen auf den 11. Platz. Bei der Weltmeisterschaft 1965 in Manchester gelangen ihm im Weltergewicht zwei Siege, worunter der über den Bulgaren Petko Dermendschiew sehr bemerkenswert war. Er kam in Manchester auf den 8. Platz. Ein Jahr später kam er bei der Europameisterschaft in Karlsruhe im freien Stil im Weltergewicht auf den 7. Platz. Er gewann dabei u. a. gegen Jürgen Wiechmann aus Leipzig, unterlag aber noch den Spitzenringern Mahmut Atalay aus der Türkei und Juri Schakmuradow aus der Sowjetunion.
Die erste Medaille bei einer internationalen Meisterschaft gewann Károly Bajkó bei der Europameisterschaft 1967 in Istanbul im freien Stil im Weltergewicht. Er gewann dort vier Kämpfe und besiegte u. a. auch Martin Heinze aus Halle (Saale), verlor aber wieder gegen Atalay und Schakmuradow. Bei der Weltmeisterschaft des gleichen Jahres in Neu-Delhi enttäuschte er aber. Er verlor im freien Stil seine beiden Kämpfe gegen Hari Ram Singh aus Indien und Tatsuo Sasaki aus Japan und landete auf dem 12. Platz.
Bei der Europameisterschaft 1968 in Västerås startete er erstmals bei einer internationalen Meisterschaft im griechisch-römischen Stil. Ihm gelang dort zwar ein Sieg über Jimmy Martinetti aus der Schweiz, aber nach einem Unentschieden gegen Piotr Starczynski aus Polen unterlag er gegen Rudolf Vesper aus Rostock und kam nur auf den 13. Platz im Weltergewicht. Weitaus besser lief es für ihn bei der Europameisterschaft 1968 in Skopje im freien Stil. Er siegte dort u. a. über den sowjetischen Weltklasseathleten Guliko Sagaradse, unterlag aber im Kampf um den Europameistertitel gegen Daniel Robin aus Frankreich.
Bei den Olympischen Spielen 1968 in Mexiko-Stadt startete Károly Bajkó ebenfalls in beiden Stilarten. Überraschenderweise gewann er dabei im Weltergewicht im griechisch-römischen Stil mit Siegen über Pentti Salo aus Finnland u. Daniel Alba aus Mexiko, einem Unentschieden gegen Rudolf Vesper und einer Niederlage gegen Daniel Robin die Bronzemedaille. Im freien Stil kam er nicht so gut zurecht, denn nach zwei Siegen und zwei Niederlagen schied er aus und kam nur auf den 11. Platz.
1969 wurde Károly Bajkó in Sofia im freien Stil im Mittelgewicht erneut Vize-Europameister. Nach drei Siegen rang er dabei gegen die starken Vasile Iorga aus Rumänien und Iwan Iliew aus Bulgarien unentschieden und unterlag gegen Juri Schakmuradow. Das gleiche Ergebnis erzielte er bei der Europameisterschaft 1970 in Berlin, allerdings im Halbschwergewicht. In den entscheidenden Kämpfen um die Medaillen rang er dabei gegen Peter Döring aus Leipzig unentschieden und unterlag gegen den sowjetischen Ringer Boris Gurewitsch.
Seinen letzten großen Erfolg erzielte er dann bei den Olympischen Spielen 1972 in München. Er gewann dort nach Siegen über Makoto Konada, Japan, Étienne Martinetti aus der Schweiz, Mehmet Güçlü aus der Türkei u. Ernst Knoll aus der Bundesrepublik Deutschland, einem Unentschieden gegen Reza Khorrami aus dem Iran und einer Niederlage gegen Gennadi Strachow aus der Sowjetunion wieder eine Bronzemedaille.
Károly Bajkó startete noch bis 1974 bei den internationalen Meisterschaften, konnte aber keine guten Platzierungen mehr erzielen. In seiner Laufbahn ist aber besonders bemerkenswert, dass er bei zwei Olympischen Spielen jeweils eine Medaille im griechisch-römischen Stil und im freien Stil gewann. Nach Beginn der Spezialisierung bei den Ringern auf nur eine Stilart, die etwa um 1960 begann, gelang dies nur ganz wenigen Ringern.
Nach Beendigung seiner aktiven Laufbahn arbeitete Károly Bajkó lange Jahre als Ringertrainer bei Vasas Budapest. Er starb im Alter von knapp 53 Jahren.

## Internationale Erfolge
(OS = Olympische Spiele, WM = Weltmeisterschaft, EM = Europameisterschaft, F = freier Stil, GR = griech.-römischer Stil, We = Weltergewicht, Mi = Mittelgewicht, Hs = Halbschwergewicht, damals bis 78 kg, 82 kg und 90 kg Körpergewicht)
- 1964, 11. Platz, OS in Tokio, F, We, nach einem Sieg über Muhamad Afzal, Pakistan und Niederlagen gegen Petko Dermendschiew, Bulgarien und Mohammad-Ali Sanatkaran, Iran;
- 1965, 8. Platz, WM in Manchester, F, We, mit Siegen über Hari Ram Singh, Indien und Petko Dermendschiew und Niederlagen gegen Jürgen Wiechmann, DDR und Yasuo Watanabe, Japan;
- 1966, 7. Platz, EM in Karlsruhe, F, We, mit einem Sieg über Jürgen Wiechmann, einem Unentschieden gegen Ion Popescu, Rumänien und Niederlagen gegen Mahmut Atalay, Türkei und Juri Schachmuradow, Sowjetunion;
- 1967, 3. Platz, EM in Istanbul, F, We, mit Siegen über Tefik Demiri, Jugoslawien, Miroslaw Zywczyk, Polen, Kurt Elmgren, Schweden und Martin Heinze, DDR und Niederlagen gegen Mahmut Atalay und Juri Schachmuradow;
- 1967, 12. Platz, WM in Neu-Delhi, F, We, nach Niederlagen gegen Hari Ram Singh und Tatsuo Sasaki, Japan;
- 1968, 13. Platz, EM in Västerås, GR, We, mit einem Sieg über Jimmy Martinetti, Schweiz, einem Unentschieden gegen Piotr Starczynski, Polen und einer Niederlage gegen Rudolf Vesper, DDR;
- 1968, 2. Platz, EM in Skopje, F, We, mit Siegen über Ludovic Ambrus, Rumänien, Kurt Elmgren und Guliko Sagaradse, Sowjetunion, einem Unentschieden gegen Tefik Demiri und einer Niederlage gegen Daniel Robin, Frankreich;
- 1968, Bronzemedaille, OS in Mexiko-Stadt, GR, We, mit Siegen über Pentti Salo, Finnland und Daniel Alba, Mexiko, einem Unentschieden gegen Rudolf Vesper und einer Niederlage gegen Daniel Robin;
- 1968, 11. Platz, OS in Mexiko-Stadt, F, We, mit Siegen über Anthony Shacklady, Großbritannien und Martin Heinze, DDR und Niederlagen gegen Pürewiin Dagwasüren, Mongolei und Ali-Mohammad Momeni, Iran;
- 1969, 2. Platz, EM in Sofia, F, Mi, mit Siegen über Josef Gajthaml, Tschechoslowakei, Jan Wypiórczyk, Polen und Franz Pötsch, Österreich, Unentschieden gegen Vasile Iorga aus Rumänien und Iwan Iliew aus Bulgarien und einer Niederlage gegen Juri Schachmuradow;
- 1970, 2. Platz, EM in Berlin (Ost), F, Hs, mit Siegen über Ion Marton, Rumänien, Étienne Martinetti, Schweiz und Ramadan Ahmedow, Bulgarien, einem Unentschieden gegen Peter Döring, DDR und einer Niederlage gegen Boris Gurewitsch, Sowjetunion;
- 1970, 8. Platz, WM in Edmonton, F, Hs, mit einem Sieg über Etienne Martinetti und Niederlagen gegen Gennadi Strachow, UdSSR und Bill Harlow, USA;
- 1971, 5. Platz, WM in Sofia, F, Hs, mit Siegen über Nakado Kemitchi, Japan und Michel Grangier, Frankreich und Niederlagen gegen Gennadi Strachow und Reza Khorrami, Iran;
- 1972, 3. Platz, Intern. Turnier in Zakopane, F, Hs, hinter Pawel Kurczewski, Polen und Litowtschenko, UdSSR;
- 1972, Bronzemedaille, OS in München, F, Hs, mit Siegen über Makoto Konada, Japan, Étienne Martinetti, Mehmet Güçlü, Türkei und Ernst Knoll, BRD, einem Unentschieden gegen Reza Khorrami und einer Niederlage gegen Gennadi Strachow;
- 1973, 11. Platz, WM in Teheran, F, Hs, nach Niederlagen gegen Lewan Tediaschwili, UdSSR und Benjamin Peterson, USA;
- 1973, 9. Platz, WM in Teheran, GR, Hs, mit einem Sieg über Jalal Karimi, Iran und Niederlagen gegen Fred Theobald, BRD und Czesław Kwieciński, Polen;
- 1974, 7. Platz, EM in Madrid, F, Hs, mit einem Sieg über Santiago Hernandez, Spanien und Niederlagen gegen Michel Grangier und Horst Stottmeister, DDR

## Ungarische Meisterschaften
Károly Bajkó wurde insgesamt neunmal ungarischer Meister in beiden Stilarten.